# Systoechus ventricosus
Systoechus ventricosus är en tvåvingeart som beskrevs av Mario Bezzi 1921. Systoechus ventricosus ingår i släktet Systoechus och familjen svävflugor. Inga underarter finns listade i Catalogue of Life.